# Stipa rechingeri
Stipa rechingeri är en gräsart som beskrevs av Jan Otakar Martinovský. Stipa rechingeri ingår i släktet fjädergrässläktet, och familjen gräs. Inga underarter finns listade i Catalogue of Life.